# Placali

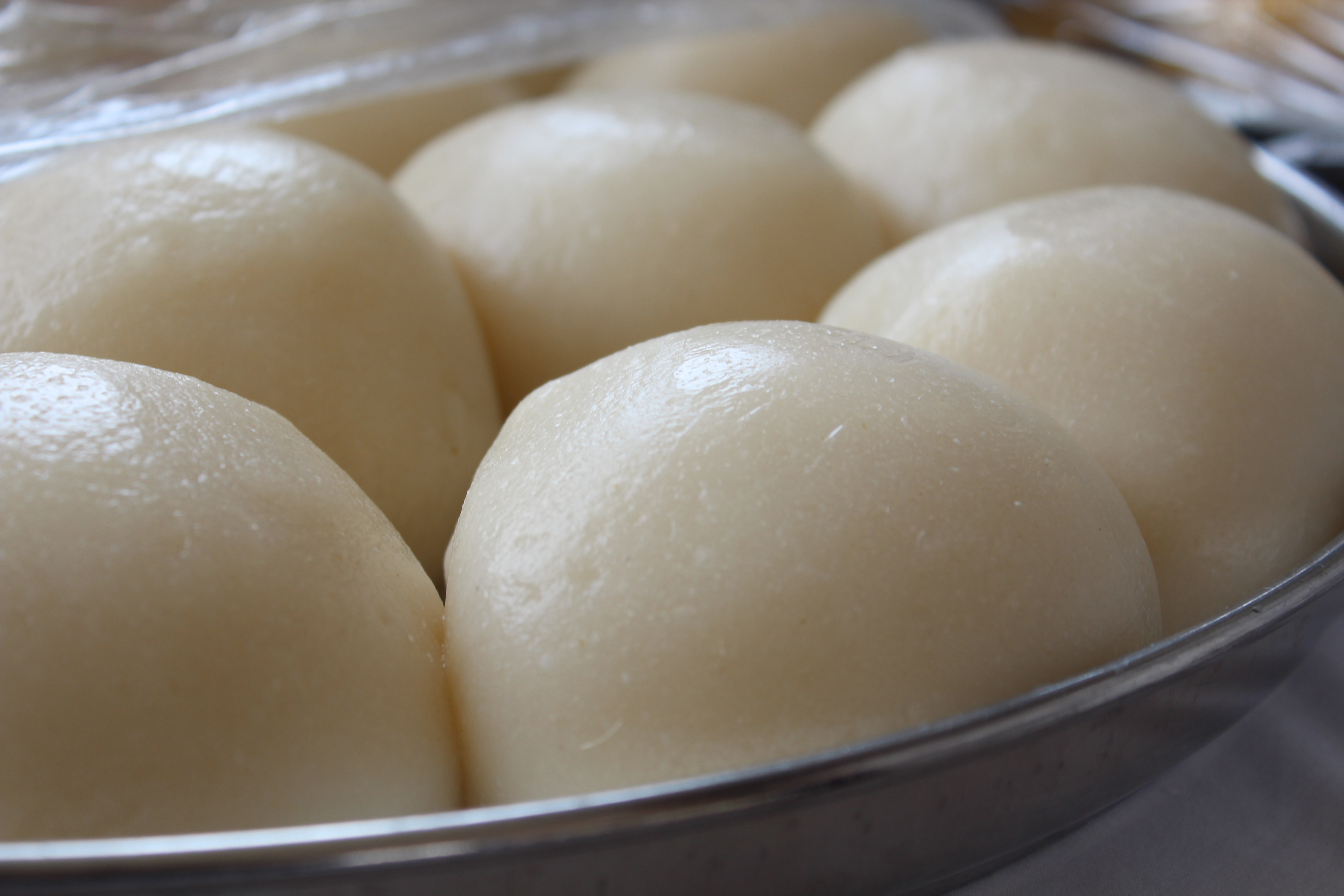
Placali

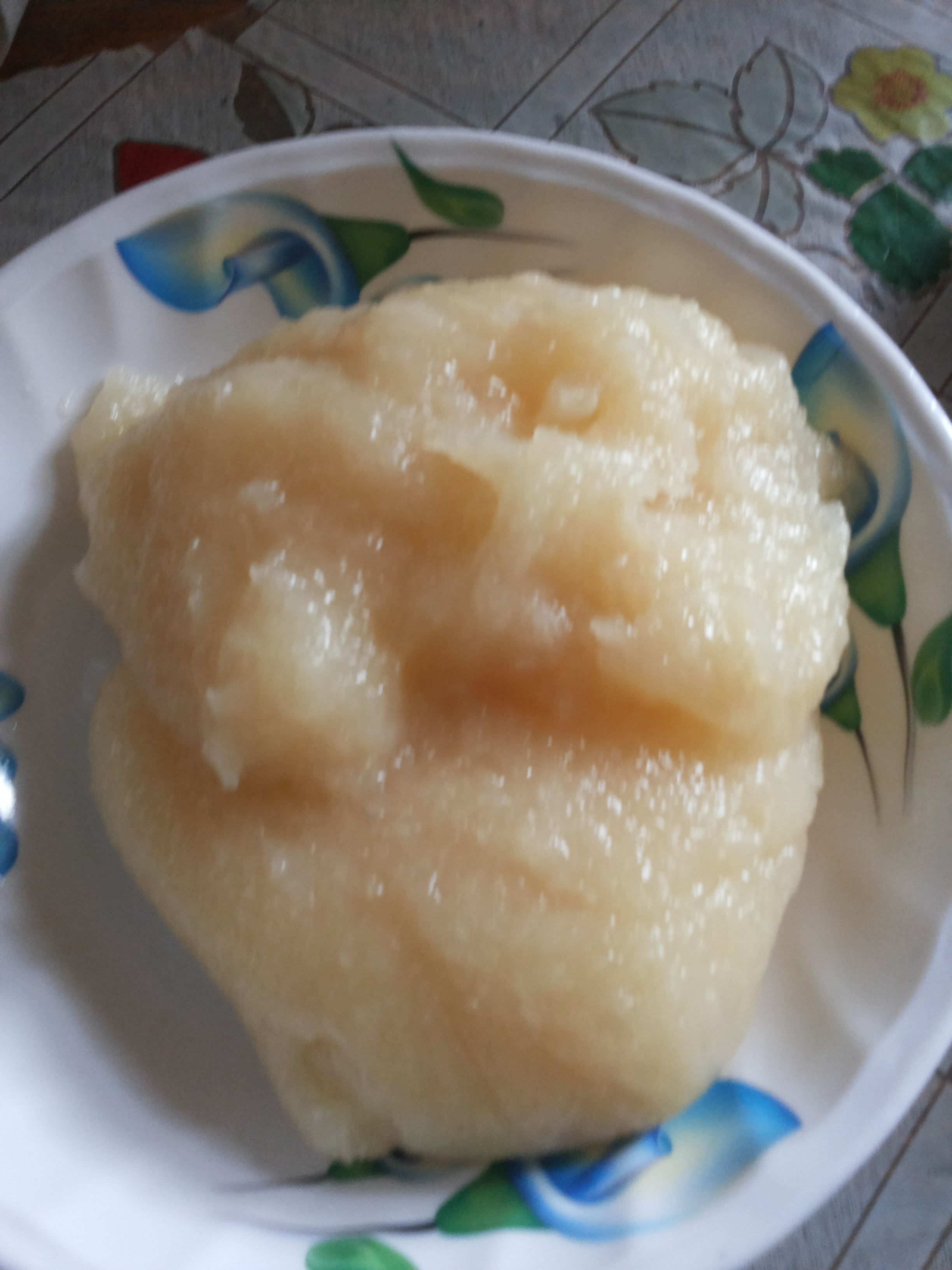
Plakali

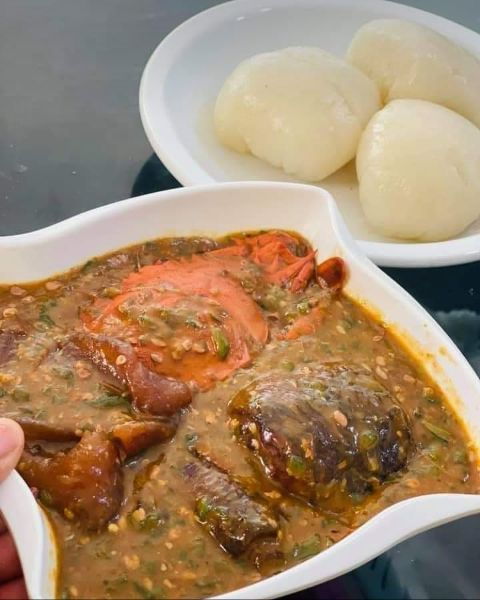
Placali accompagné de sauce gombo

Le placali est une pâte de manioc fermentée d'origine ivoirienne généralement dégustée avec la sauce graine, accompagné d'une sauce gluante gombo ou kplala.
En Côte d'Ivoire, le placali est un accompagnement des gombos, fait de foutou de manioc.
La préparation du placali se fait à partir de pâte de manioc (amidon obtenu par broyage au mortier et pilon), délayée dans un peu d'eau jusqu'à consistance d'une bouillie épaisse, filtrée, reposée, débarrassée de son eau et progressivement épaissie par cuisson lente jusqu'à obtention d'une pâte transparente, plus souple que le foutou, et qui se conservera au frais un ou deux jours.
La consistance visqueuse du placali ainsi que des sauces (sauce gluante, graine, aubergine ou sauce claire) qui usuellement l'accompagnent, a donné naissance à l'expression ivoirienne « faire sauter comme du plakali ».
Cette préparation rappelle le cococha, où le manioc remplacerait la banane plantain.
Un festival consacré à la consommation du placali se déroule chaque année à Treichville, commune du district d'Abidjan.